# Azad Filiz
Azad Filiz (* 10. Juni 1991 in Savur) ist ein türkischer Fußballspieler.

## Karriere
Filiz startete seine Vereinsfußballkarriere 2008 bei Feneryolu SK und wechselte 2007 in den Nachwuchs von Kartalspor.
Seine Profikarriere startete r im Sommer 201 beim Istanbuler Viertligisten Sancaktepe Belediyespor. Hier etablierte er sich auf Anhieb als Stammspieler und beendete die Saison mit 34 Ligaspielen. Durch diese Leistung wurde er zum Saisonende von Kartalspor als Profispieler verpflichtet, für die anstehende Saison aber mit Fatih Karagümrük SK an einen anderen Istanbuler Viertligisten ausgeliehen. Bei diesem Klub beendete er die Saison mit lediglich drei Ligaeinsätzen. Zum Saisonende zu Kartalspor zurückgekehrt, eroberte er sich einen Stammplatz und stieg auch zum Leistungsträger auf.
In der Sommertransferperiode 2015 verpflichtete ihn der Zweitliganeuling Yeni Malatyaspor. Eine halbe Saison später wechselte er zu Pendikspor.